# Фаустиново (Мазовецьке воєводство)
Фаустиново (пол. Faustynowo) — село в Польщі, у гміні Гліноєцьк Цехановського повіту Мазовецького воєводства.
Населення — 172 особи (2011).
У 1975-1998 роках село належало до Цехановського воєводства.

## Демографія
Демографічна структура станом на 31 березня 2011 року:
|          | Загалом | Допрацездатний вік | Працездатний вік | Постпрацездатний вік |
| -------- | ------- | ------------------ | ---------------- | -------------------- |
| Чоловіки | 78      | 23                 | 49               | 6                    |
| Жінки    | 94      | 18                 | 46               | 30                   |
| Разом    | 172     | 41                 | 95               | 36                   |